# Haplostylus quadrispinosus
Haplostylus quadrispinosus är en kräftdjursart som beskrevs av Wooldridge och Victor 2004. Haplostylus quadrispinosus ingår i släktet Haplostylus och familjen Mysidae. Inga underarter finns listade i Catalogue of Life.